# Вулиця Муфтар
Вулиця Муфта́р (фр. rue Mouffetard, розм. La Mouffe — вулиця в V окрузі Парижа, в Латинському кварталі. Одна з найдавніших і наймальовничіших вулиць Парижа. Вузька і звивиста, вона спускається з пагорба Святої Женев'єви до церкви Сен-Медар.

## Історія
За часів античності вулиця Муфтар була частиною гало-римської дороги, яка вела з Лютеції до Фонтенбло. На своєму шляху вона перетинала ділянку, знаний як Mont Cetarius або Cetardus. Ймовірно, згодом назва скоротилася до Mont-Cétard, а потім через спотворення стала звучати як Mouffetard.

За іншою версією, вулиця отримала свою назву від слова mofettes, так називали смердючі випаровування, які ширилися від майстерень на березі Б'євр, де працювали дубильники й кожум'яки.
За час свого існування вулиця також була відома під назвами вулиця Сен-Марсель (rue Saint-Marcel), Велика вулиця Сен-Марсель (Grande rue Saint-Marcel) та Стара вулиця Сен-Марсель (Vieille rue Saint-Marcel).

## Сучасність

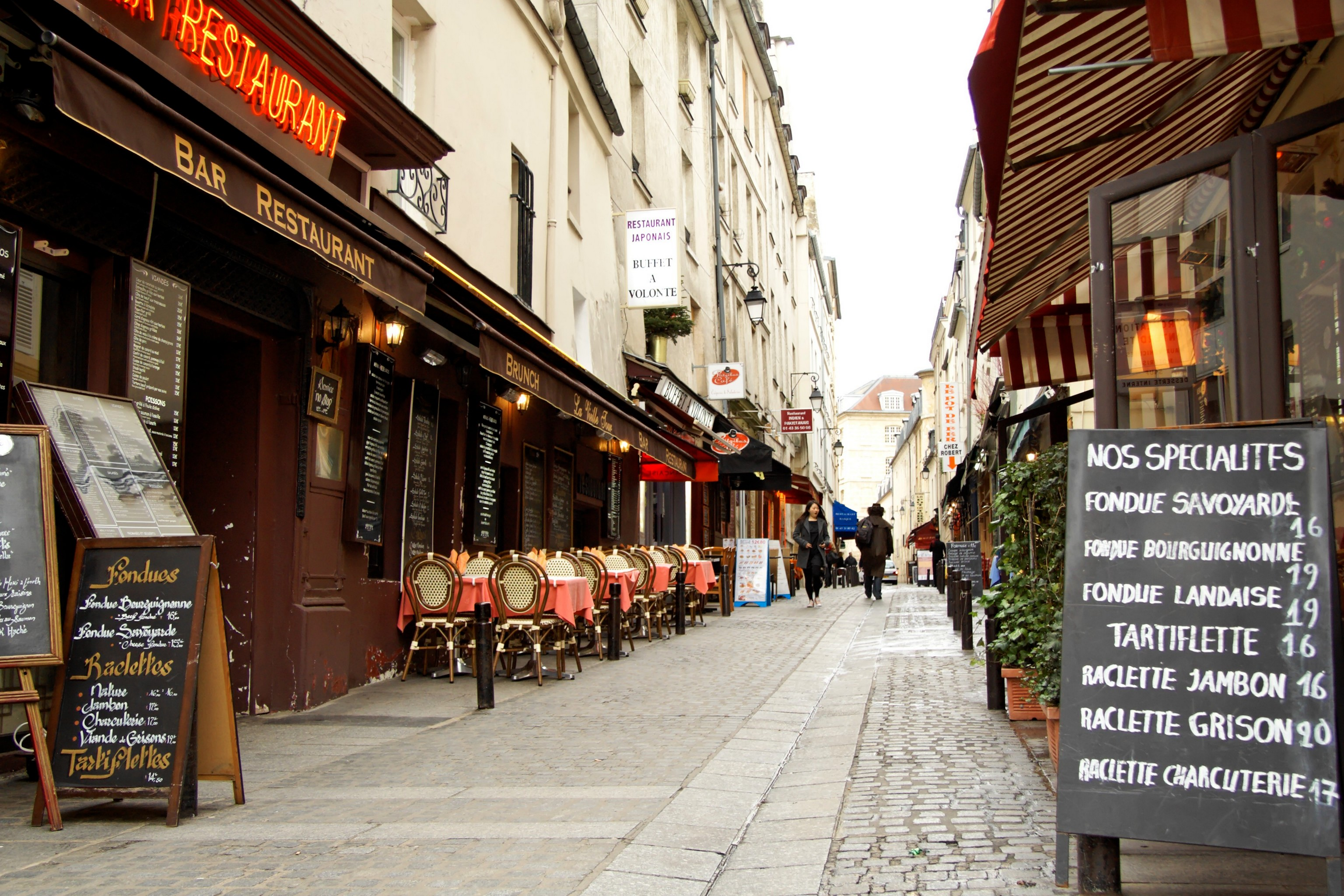
Ресторани на вулиці Муфтар

Нині вулиця Муфтар відома насамперед як торгова вулиця з численними магазинами, барами, ресторанами, кафе, ринками й крамничками. Це місце дуже популярне серед туристів.
Крім того, на вулиці Муфтар знаходиться велика кількість історичних пам'яток, тож вона охороняється спеціальним рішенням міської влади. Зокрема під охороною перебувають фонтани в італійському стилі, що збереглися з часів Катерини Медічі, яка побажала використати залишки римського водогону для постачання водою власного палацу.

## Історичні будівлі
- Будинок № 1 : колишнє кабаре La Pomme de Pin.
- Будинок № 6 : вивіска старої м'ясарні, пам'ятка історії.
- Будинок № 14 : вивіска кав'ярні Au Nègre joyeux.
- Будинок № 52 : коридор вимощено старими надгробками.
- Будинок № 53 : 1938 року тут було знайдено «скарб вулиці Муфтар» («trésor de la rue Mouffetard»), захований Луї Нівелем, адвокатом Паризького парламенту за часів Людовика XV. Скарб складався з 3556 золотих предметів[4].
- Фонтан По-де-Фер, розташований біля будинку № 60 (будинок XVIII століття).
- Будинок № 61 : Казарма Монж республіканської гвардії. Тут був монастир Сестер-госпітальєрок Нотр-Дам-де-ла-Мізерікорд, закритий під час Французької революції. 1820 року будівлю було знищено заради будівництва казарми Монж.
- Будинок № 67. Меморіальна дошка засвідчує місце проживання знаменитого французького науковця і філософа Блеза Паскаля.
- Будинок № 69 : «Старий дуб» (Le Vieux Chêne), старовинний бар, заснований до 1864, вважається найстарішим у Парижі.[5].
- Будинок № : фотокрамниця Artista, заснована до 1889[6].
- Будинок № 73. Тут розташовується ляльковий театр Le Mouffetard[7] .
- Будинок № 74-76: Муніципальна бібліотека Mohammed-Arkoun.
- Будинок № 140: Тут знаходилася редакція газети Les Temps nouveaux (1895—1914).
- Будинок № 141 : Церква Сен-Менар, XV століття.

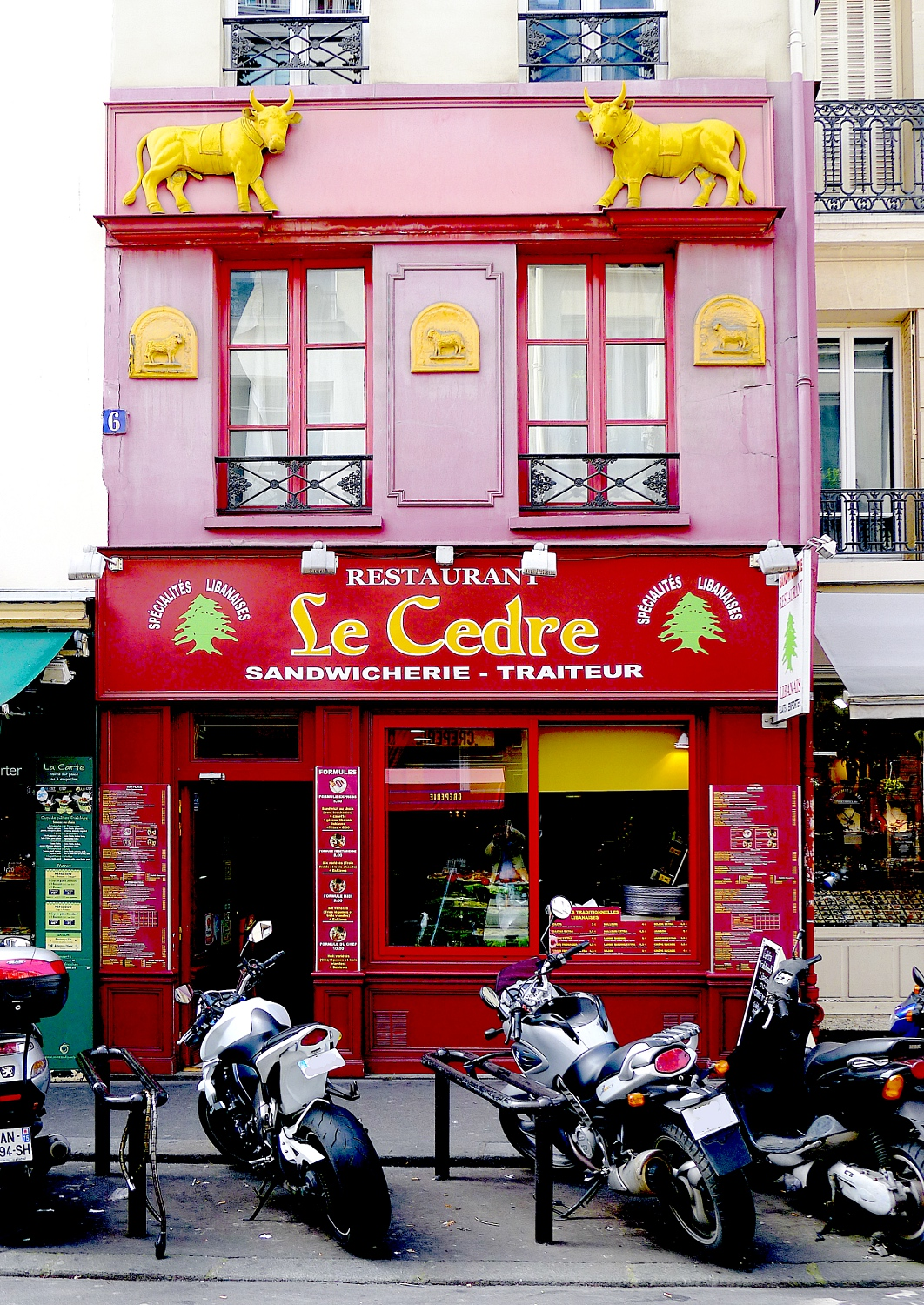
Будинок № 6, стара м'ясарня.
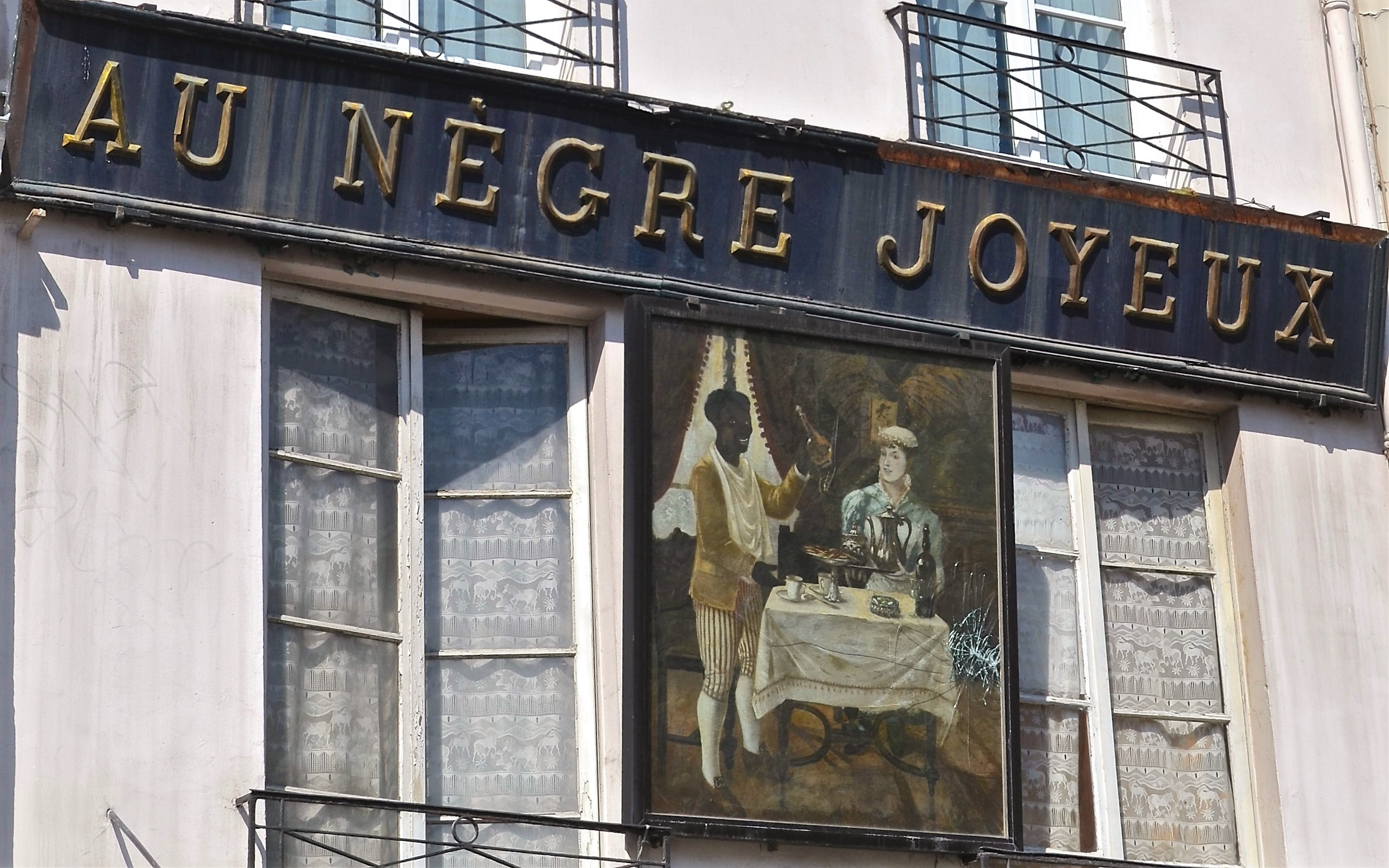
Будинок № 14, вивіска Au Nègre joyeux.
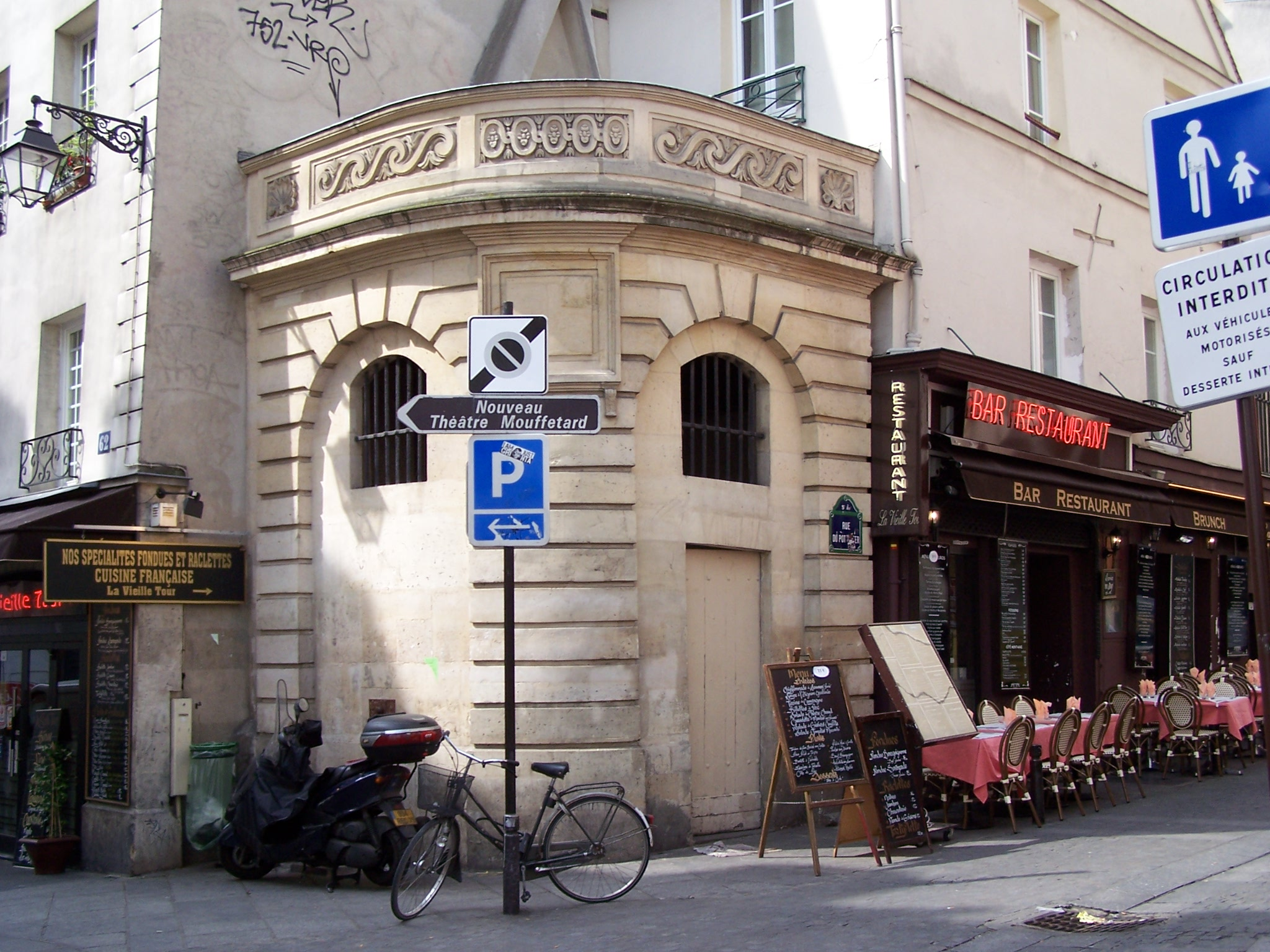
Будинок № 60, фонтан По-де-Фер на розі вулиці По-де-Фер.
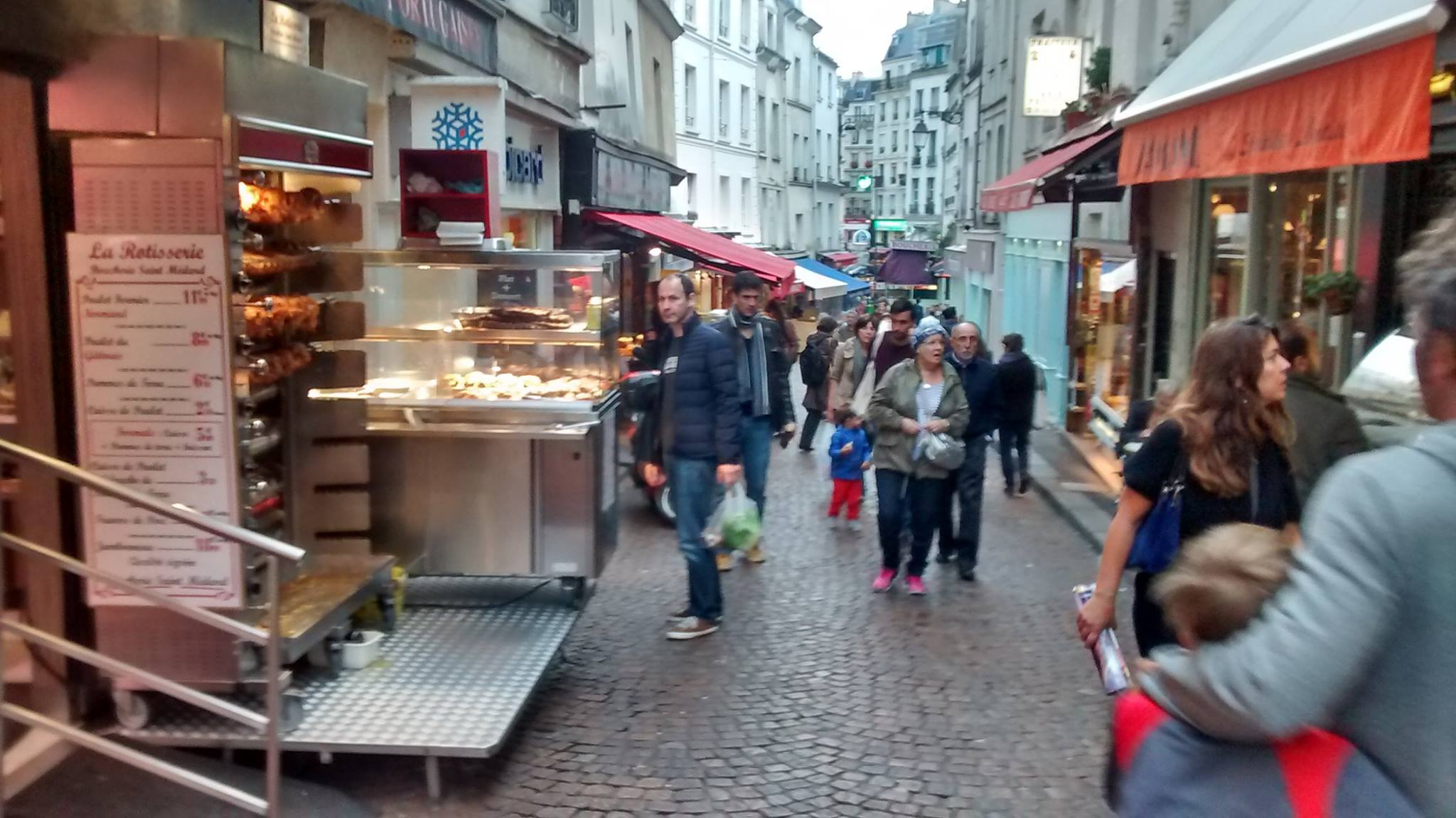
Гастрономічна променада.
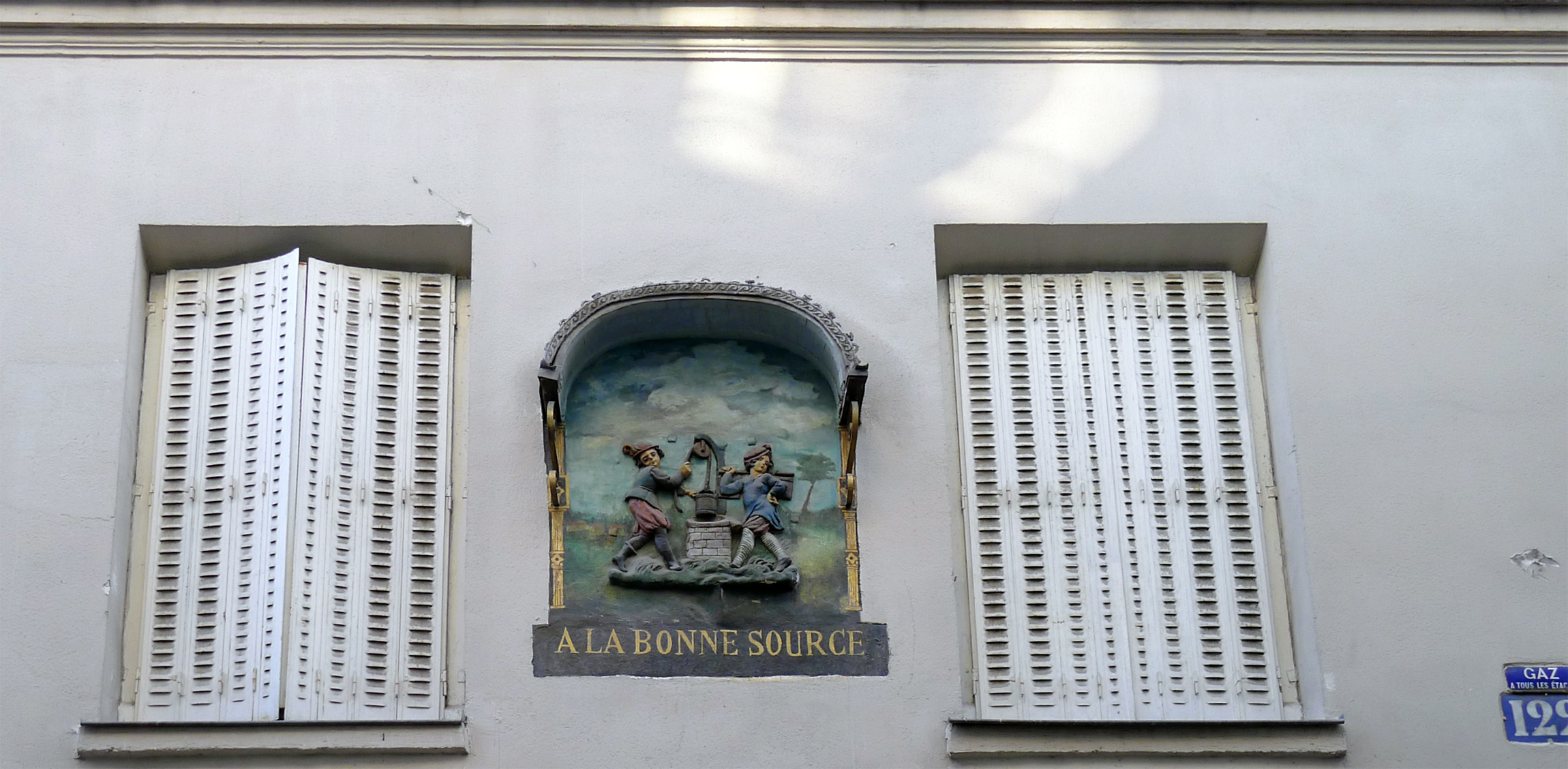
Будинок № 122, вивіска À la bonne source, пам'ятка історії.
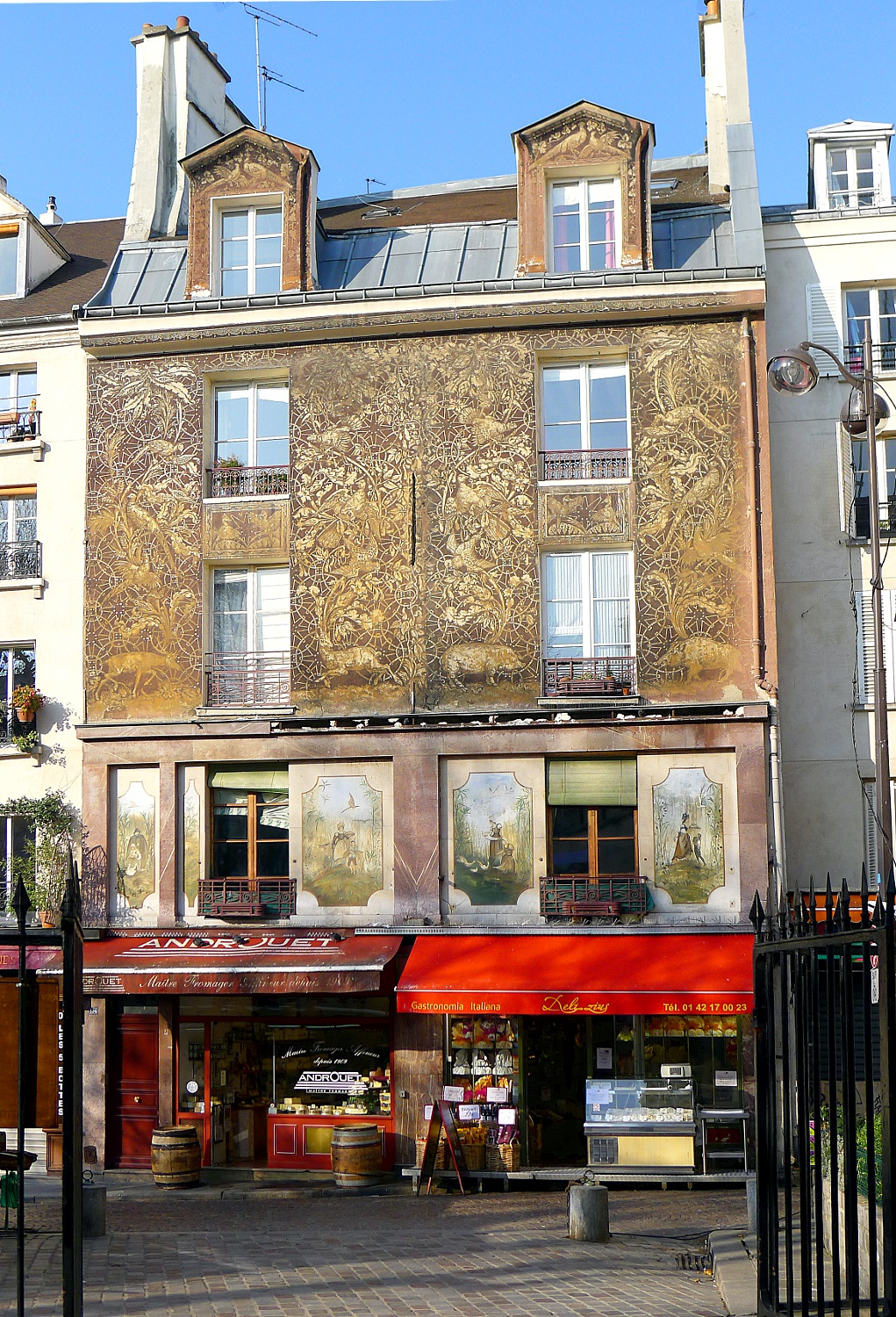
Будинок № 134, розмальований фасад, навпроти церкви Сен-Менар.
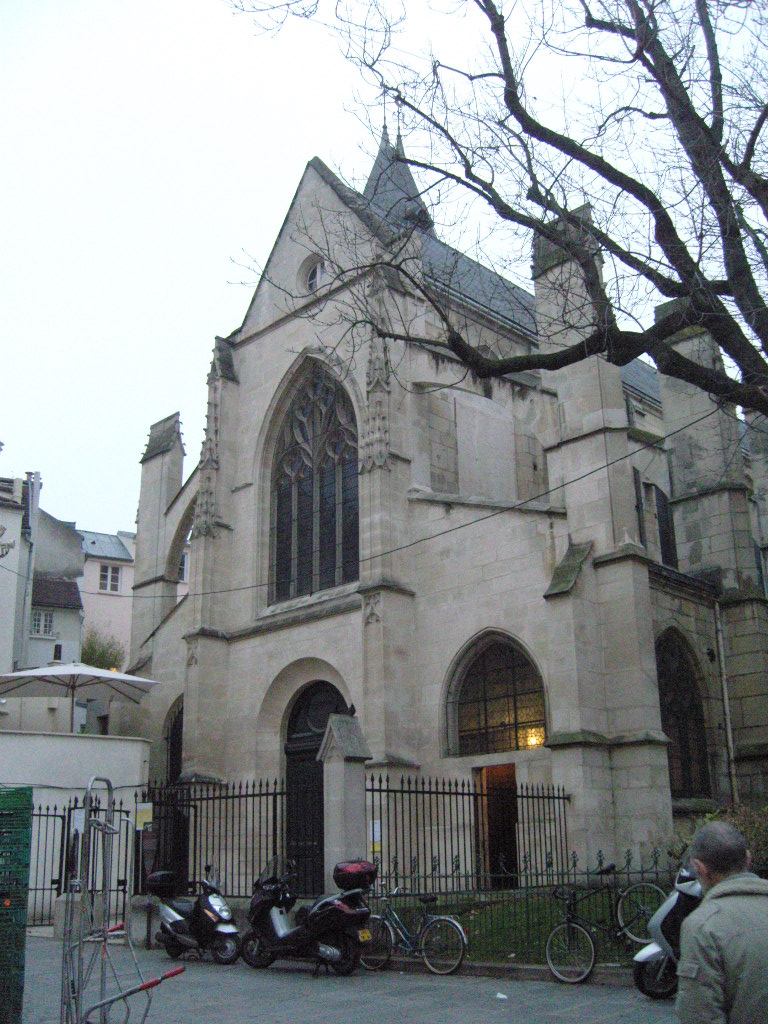
Церква Сен-Менар.
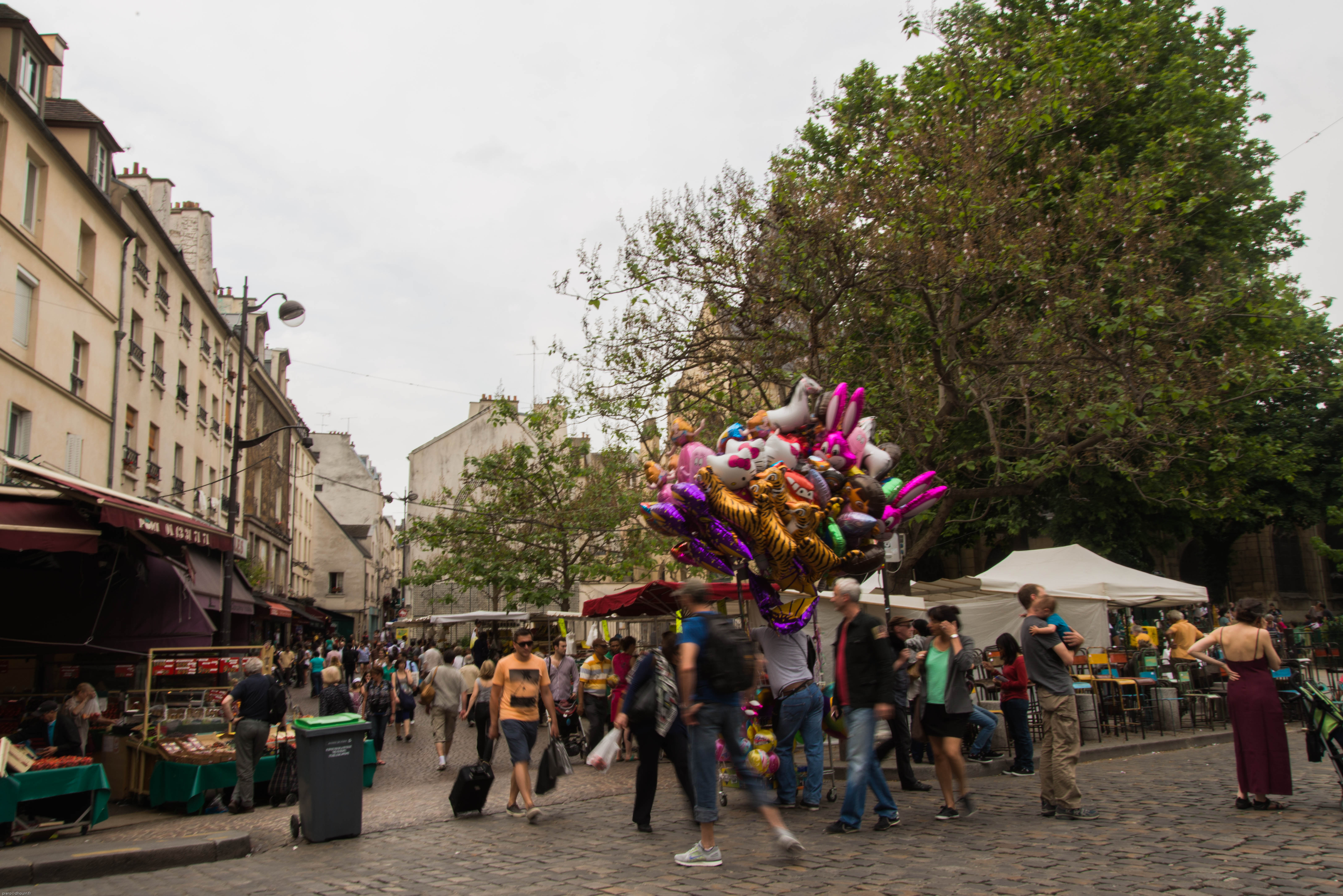
Нижня частина вулиці і ринок.